# Senecio simplicissimus
Senecio simplicissimus là một loài thực vật có hoa trong họ Cúc. Loài này được Bojer ex DC. miêu tả khoa học đầu tiên năm 1837.